# Gliese 581 d
Gliese 581 d je nepotvrđeni egzoplanet na procijenjenoj udaljenosti od 20,3 svjetlosnih godina u orbiti zvijezde Gliese 581. Treći je otkriveni planet u tom sustavu. Gliese 581 d je masivniji od Zemlje pet puta, a promjer mu je duži dva puta.
Otkriven je u travnju 2007. Planet je nekoliko puta bio osporen, tj. da ne postoji, bez obzira na to što su ga teleskopi prilikom istraga svaki put detektirali. Studija iz 2014. u kojoj se navodi da ne postoji odbačena je, a studija iz 2015. daje dokaze da planet postoji. Planet je još uvijek kvalificiran kao "nepotvrđen".

## Obilježja
U početku se smatralo da je izvan nastanjive zone, ali otkriveno je da se nalazi bliže nego što se ranije mislilo, čineći ga nastanjivim.
Ovaj planet je veoma sličan Zemlji. Sličnost sa Zemljom je 72%. Putanja oko njegovog sunca je puno kraća nego Zemljina oko Sunca. Orbitalni period oko zvijezde jest 67 dana. Nalazi u tzv. nastanjivoj zoni oko ultralakog crvenog patuljka Gliese 581 (GJ 681), oko kojeg kruži još 3, a moguće i 4 planeta. 
Gliese 581 d, čija je masa pet puta veća od Zemljine, a promjer dva puta, u početku se smatrao prehladnim za postojanje tekuće vode. Međutim, francuski su istraživači napravili računalne simulacije njegove atmosfere koje pokazuju da najvjerojatnije sadrži dovoljne koncentracije ugljičnog dioksida za stvaranje efekta staklenika. Sukladno tome, njihov je model otkrio da bi na planetu moglo biti tekuće vode, oblaka i kiša. Stručnjaci ipak smatraju da njegova previše gusta atmosfera i slabašno crveno svjetlo matične zvijezde nisu najpogodniji za život ljudi.
Prosječna temperatura je procjenjena između -20 i 10 °C. To dozvoljava postojanje tekuće vode na površini. Planet ima ovakvu temperaturu ako ima efekt staklenika, a u protivnom bi temperature bile mnogo niže. 
Svi otkriveni planeti i do sada su imali tzv. Zlatokosin problem: ili su bili prevrući, ili prehladni, ili jednostavno preveliki i plinoviti, kao nenastanjivi Jupiter. Ovo je prvi planet otkriven u nastanjivoj zoni.
U istom planetarnomu sustavu crvenog patuljka astronomi su otkrili još jednog mogućeg kandidata za evoluciju – Gliese 581 g koji je bio udarna vijest znanstvenih rubrika 2010. Međutim, njegovo postojanje kasnije je dovedeno u pitanje.

## Hello From Earth
Prema planetu je i 2009. poslan niz od 25 000 poruka imena "Hello From Earth". 